# José Luis Aznar Güell
José Luis Aznar Güell   (Barcelona, 12 de març de 1952 - Barcelona, 8 d'agost de 2000) fou un enginyer, periodista i fotògraf català, especialitzat en motociclisme. Al llarg de la seva carrera, va fer diverses exposicions de fotografies sobre el món del motor i col·laborà en mitjans escrits i audiovisuals catalans i internacionals.
La seva trajectòria professional s'inicià durant la dècada de 1970, en què col·laborà amb les revistes especialitzades Motociclismo i Velocidad. El 1984 passà a treballar per a Motor16, tot seguint el mundial de velocitat, en el qual va fer de representant dels periodistes espanyols. Més tard, fou cap de premsa de l'equip Repsol YPF Honda.

## Obres
Tot seguit, es llista una tria de les seves obres principals:
- Moto & Moto: 1999-2000 - 2005, ISBN 978-84-931252-1-9[3]
- Manuel Olive Sanz: Una imagen de perfección - 2000[4]
- Historia del motociclismo en España (amb Francisco Herreros) - 1998